# Sefer Mizwot gadol
Das Sefer Mizwot gadol (S'mag / SeMaG „großes Buch der Gebote [und Verbote]“) von Mose ben Jakob, Talmudist aus Coucy (Frankreich), war die erste, weiteren Kreisen bekannte, um 1236 erschienene Zusammenfassung und Ausformulierung aller Gebote (Mizwot), die auf die Tora zurückgehen.
Es werden 613 gezählt (Tarjag Mizwot), davon 248 Gebote im engeren Sinne (Mizwot Asseh „Du sollst!“) und 365 Verbote (Mizwot Lo taasseh „Du sollst nicht!“).
Aufzählungen und Nachweise der Gebote bildeten seither eine besondere rabbinische Literaturgattung (Sefer ha-Mizwot „Buch der Gebote“), grundlegend: Maimonides’ Mischne Tora. Verbreitet war das oben genannte Buch des Mose aus Coucy.